# مارتینزویل، نیو ساوت ولز
مارتینزویل (به انگلیسی: Martinsville) یک حومه شهر در استرالیا است که در نیو ساوت ولز واقع شده‌است.